# Dlouhá Třebová
Dlouhá Třebová es una localidad del distrito de Ústí nad Orlicí en la región de Pardubice, República Checa, con una población estimada a principio del año 2018 de 1304 habitantes. 
Se encuentra ubicada al noreste de la región, cerca de la frontera con Polonia y las regiones de Hradec Králové y Olomouc.